# Route 22 (Islande)
Pour les articles homonymes, voir Route 22.
La Route 22 (Þjóðvegur 22) ou Dalavegur est une route se situant sur l'île de Heimaey.
Elle part de Básaskersbryggja, traverse la ville de Vestmannaeyjar jusqu'à l'aéroport de Vestmannaeyjar.

## Trajet
- Centre-ville de Vestmannaeyjar
- Aéroport de Vestmannaeyjar